# Nicola Corretto
Nicola Corretto (Torre Annunziata, 22 maggio 1922 – 10 novembre 1998) è stato un politico italiano.

## Biografia
Ha lavorato come operaio pastaio, prima di dedicarsi a tempo pieno alla politica. Fu un esponente del Partito Socialista Italiano di Unità Proletaria, con il quale venne eletto al Senato della Repubblica (nella lista PCI-PSIUP) alle elezioni del maggio 1972. Nell'agosto seguente, allo scioglimento del PSIUP, decide di non seguire la maggioranza del partito pronta a entrare nel PCI, ma sceglie invece di aderire al Partito Socialista Italiano assieme all'altro senatore Vincenzo Gatto. Termina il proprio mandato parlamentare nel 1976.
Muore nel novembre 1998, all'età di 76 anni.